# Hateruma
Hateruma (jap. 波照間島, Hateruma-jima) ist mit weniger als 540 Einwohnern in 261 Haushalten (Stand: 31. März 2011) die südlichste bewohnte Insel Japans. Ihre Fläche beträgt 12,77 km² und die höchste Erhebung beträgt 59,5 m.
Tourismus sowie der Anbau von Zuckerrohr und Ananas bilden die wirtschaftliche Grundlage der Insel. Außerdem wird dort Awanami, ein Schnaps, der nur auf Hateruma hergestellt wird, gebrannt. Das Wasser Haterumas, dessen Farbe in Japan als Hateruma Blue bezeichnet wird, ist extrem klar und die Strände bestechen durch weißen Sand.
Seit 1972 ist die Insel Teil des Iriomote-Ishigaki-Nationalparks.

## Sehenswürdigkeiten
Hateruma wird von relativ vielen Touristen – größtenteils Tagesausflügler von der benachbarten, größeren Insel Ishigaki – besucht, da die Südküste der Insel den südlichsten Punkt Japans darstellt, abgesehen vom abgelegenen, unbewohnten Atoll Okino-Torishima. Zusätzliche Attraktionen für japanische Touristen sind die südlichste Schule sowie die südlichste Polizeistation Japans. Weitere Sehenswürdigkeiten:
In der einzige Ortschaft Haterums findet man an vielen Stellen noch die traditionelle Architektur der Ryukyu- und Yaeyama-Inseln. Charakteristisch sind Häuser mit einem Walmdach aus roten Ziegeln, auf dem eine Figur des Fabeltiers König Shisar thront. Diese Figur soll vor bösen Geistern schützen. Typisch ist ebenfalls eine massive Mauer aus scharfkantigem Korallengestein, die Haus und Grundstück umgibt.
Im Ortskern ist unweit des parkähnlich angelegten Dorfplatzes außerdem ein Denkmal für den Freiheitskämpfer Oyake Akahachi, der um 1500 auf Hateruma geboren worden sein soll, beachtenswert.
Eines der interessantesten Bauwerke auf Hateruma ist der Kodomori genannte Wachturm, der im 17. Jahrhundert aus dunklem Korallengestein erbaut wurde. Er diente der Beobachtung des Schiffsverkehrs von und nach Ishigaki. Die Spitze des Turmes war einer der höchsten Punkte auf der sonst eher flachen Insel, daher diente er auch der Nachrichtenübermittlung nach Ishigaki mit Hilfe von Leuchtfeuern und Rauchzeichen. Der Turm kann bestiegen werden und bietet eine schöne Aussicht. Auf der kleinen Nachbarinsel Kuroshima ist ein ähnlicher Turm sehenswert, der unter dem Namen Puzumari bekannt ist.
An der Südküste ist ein Denkmal sehenswert, das den südlichsten Punkt ganz Japans bezeichnet. Die Südküste Haterumas ist eine Steilküste aus scharfkantigem Gestein mit rauer Brandung.
Die Nordküste Haterumas ist wegen ihres feinkörnigen Sandes und des flach abfallenden Strandes ein beliebtes Touristenziel. Das Wasser Haterumas, dessen Farbe in Japan als Hateruma Blue bezeichnet wird, ist hier besonders klar.

## Infrastruktur
Der Flugplatz Hateruma wird von Ishigaki aus angeflogen. Hateruma ist außerdem mit den von Ishigaki täglich mehrmals verkehrenden Fähren leicht zu erreichen. Für Tagestouristen stehen am Hafen Busse für Rundfahrten bereit, und man kann hier auch Fahrräder ausleihen, doch sind alle besuchenswerten Punkte der Insel auch gut zu Fuß zu erreichen.
Auf der Insel stehen einige kleine Hotels, Restaurants und Gästehäuser zur Verfügung. Einige kleine Geschäfte für den täglichen Bedarf sind im Dorf vorhanden.

## Hateruma

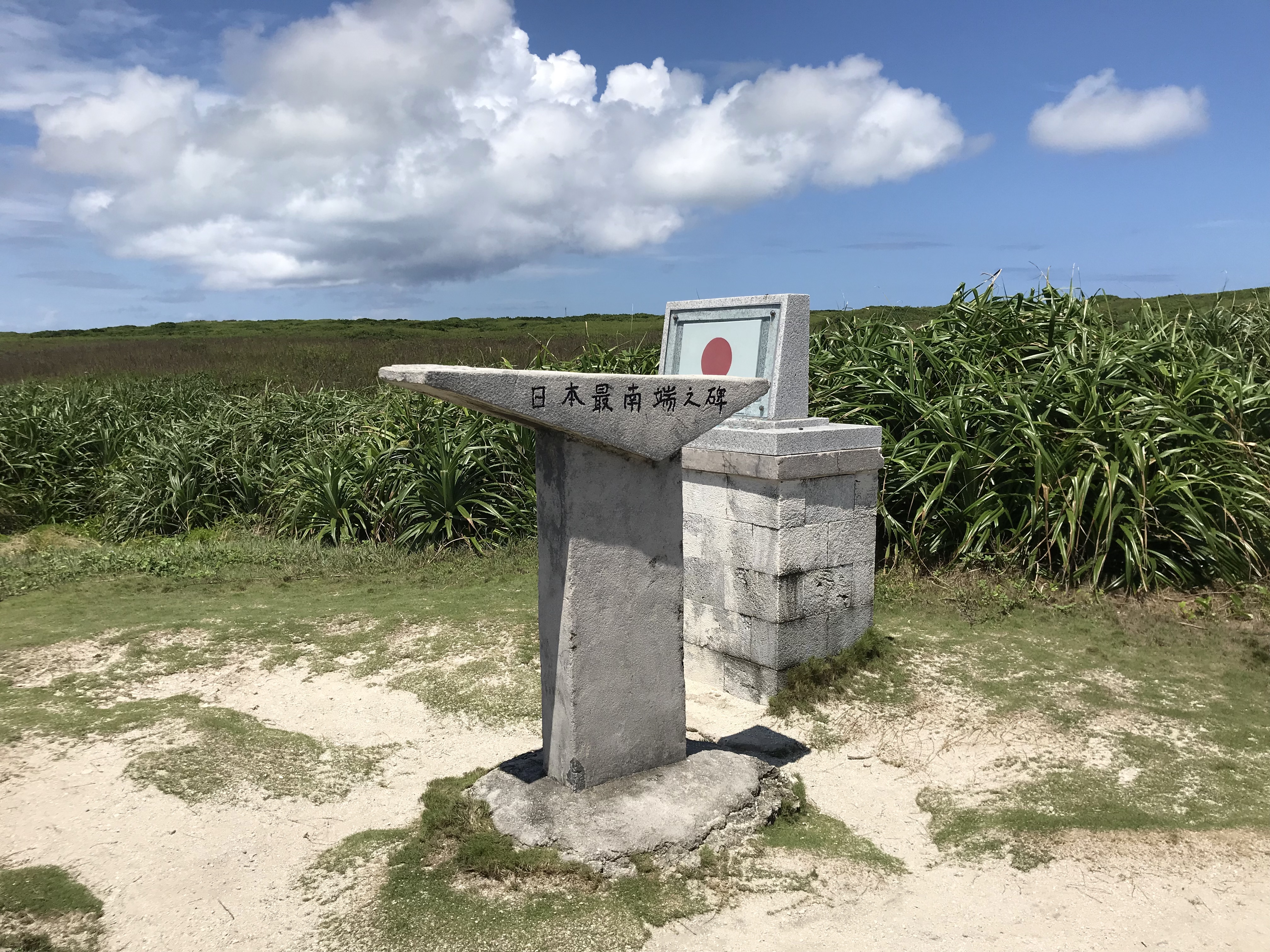
Denkmal am südlichsten Punkt Japans
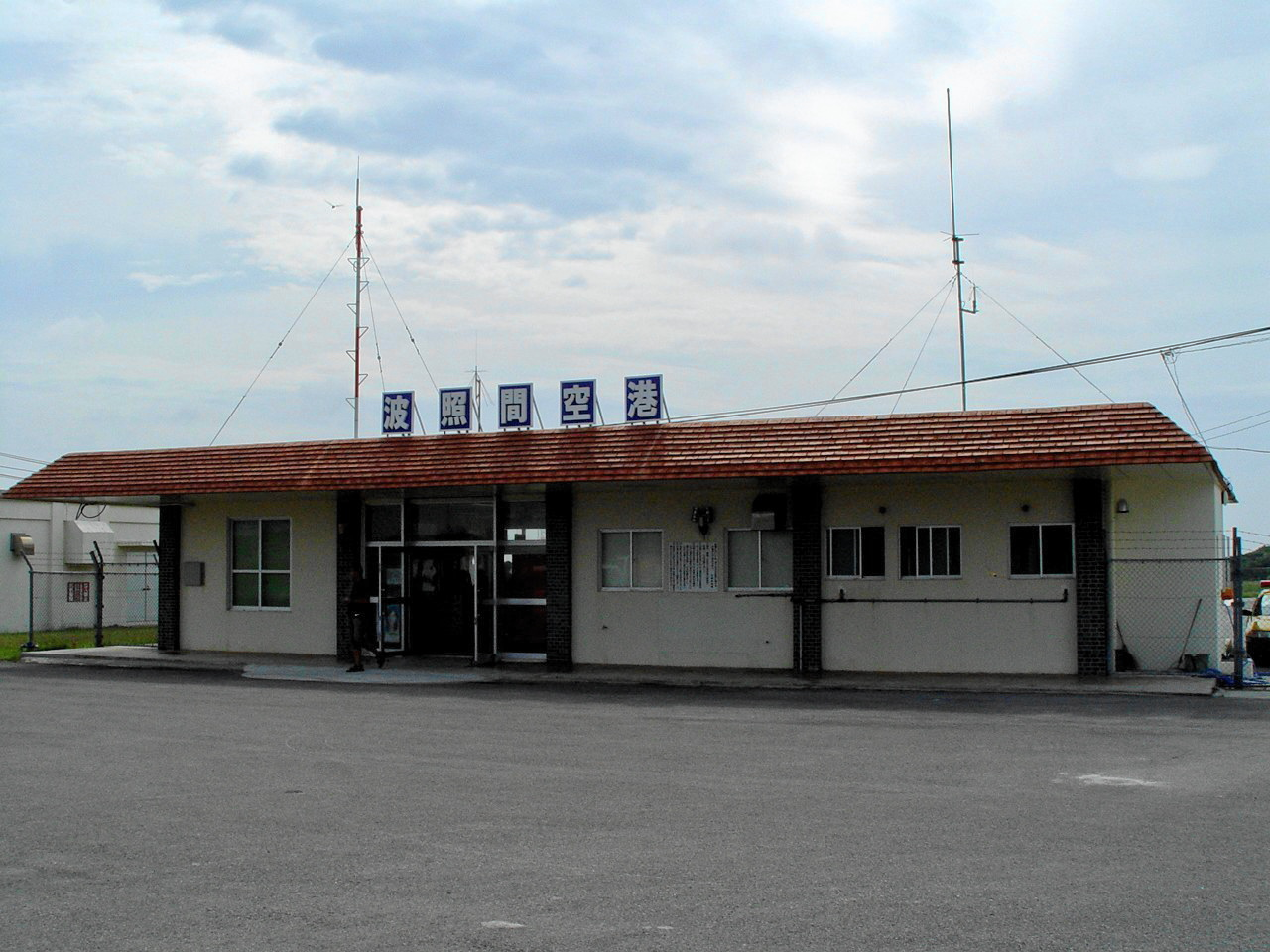
Flugplatz Hateruma
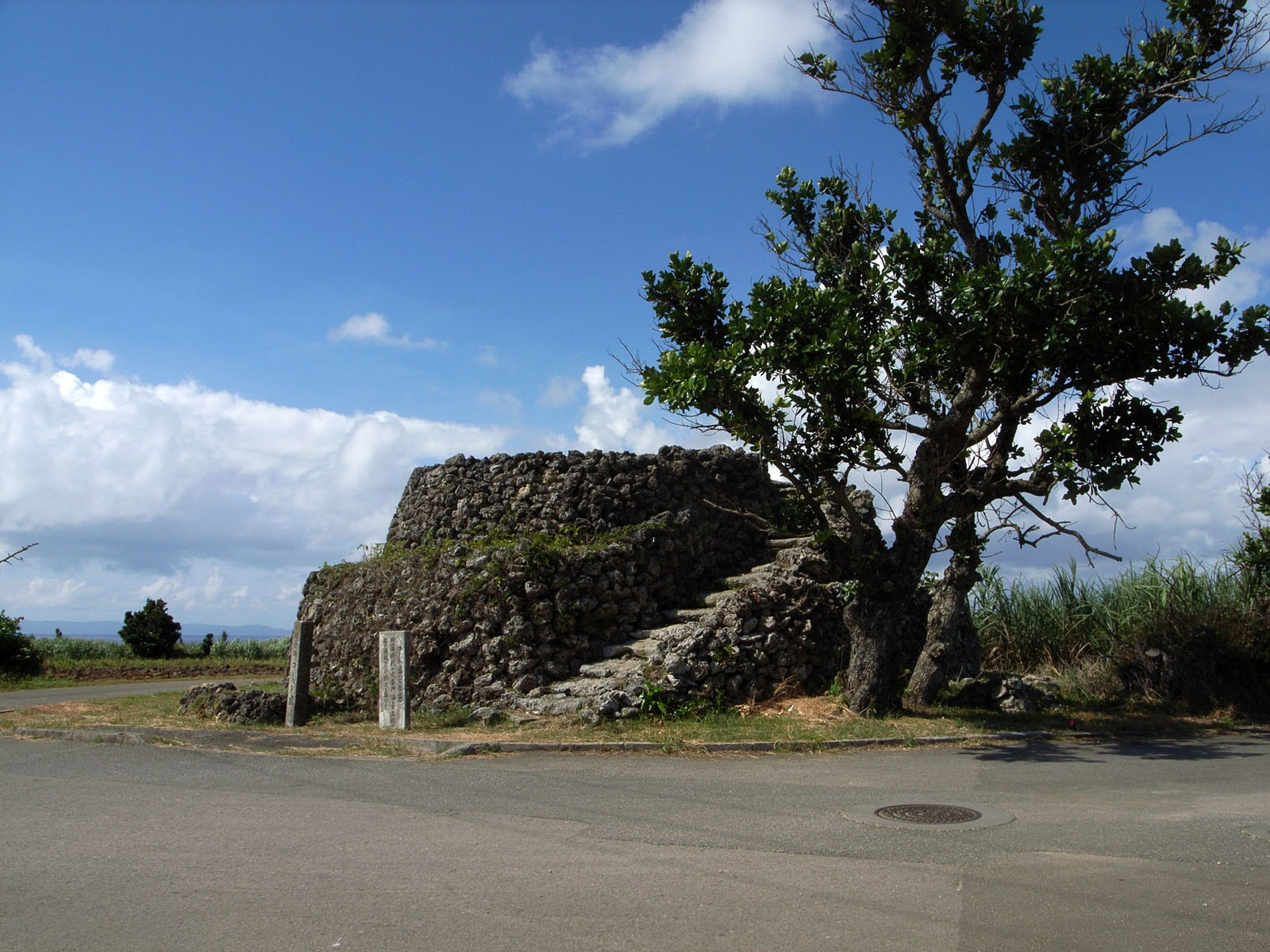
Turm Kodomori
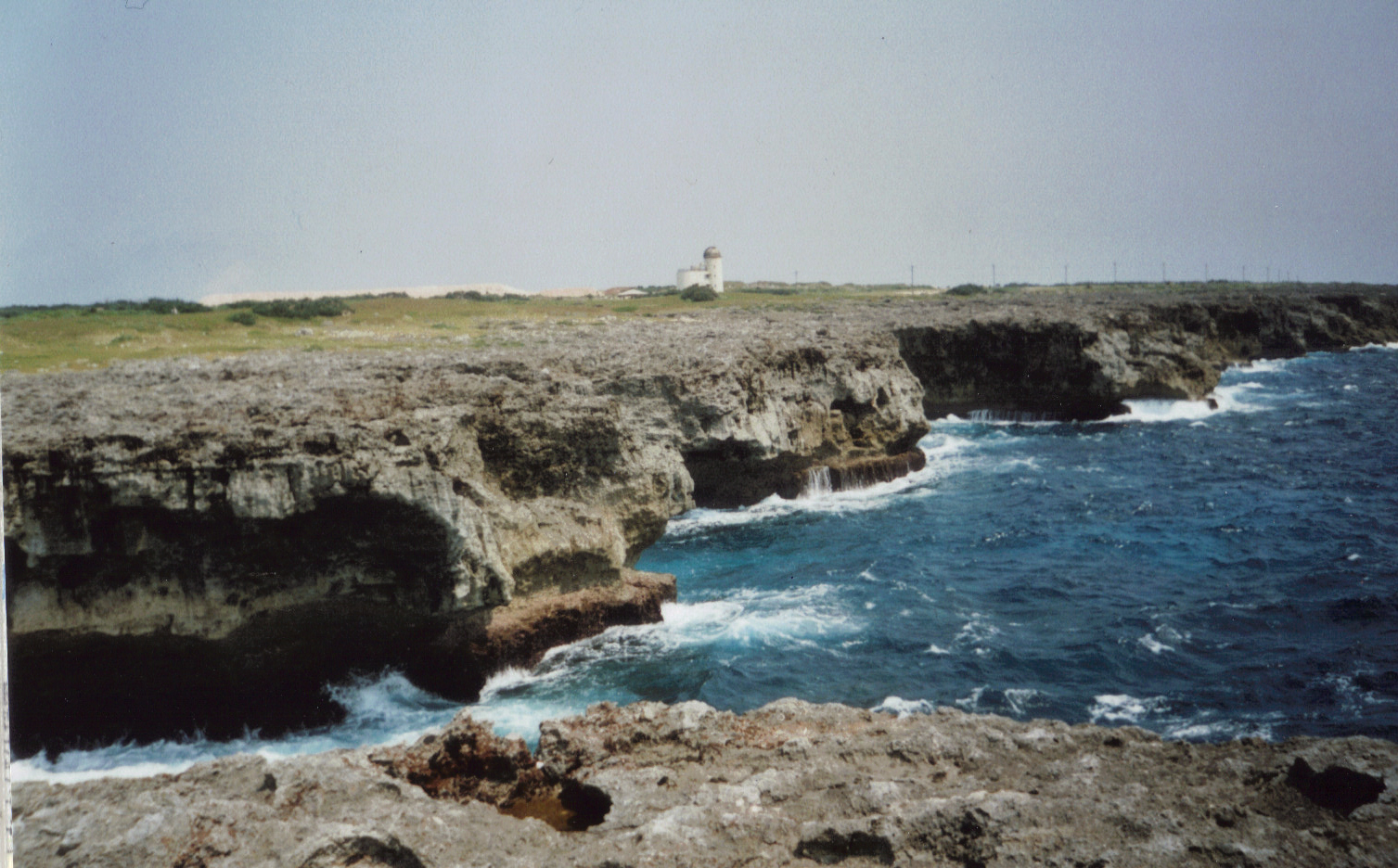
Südküste
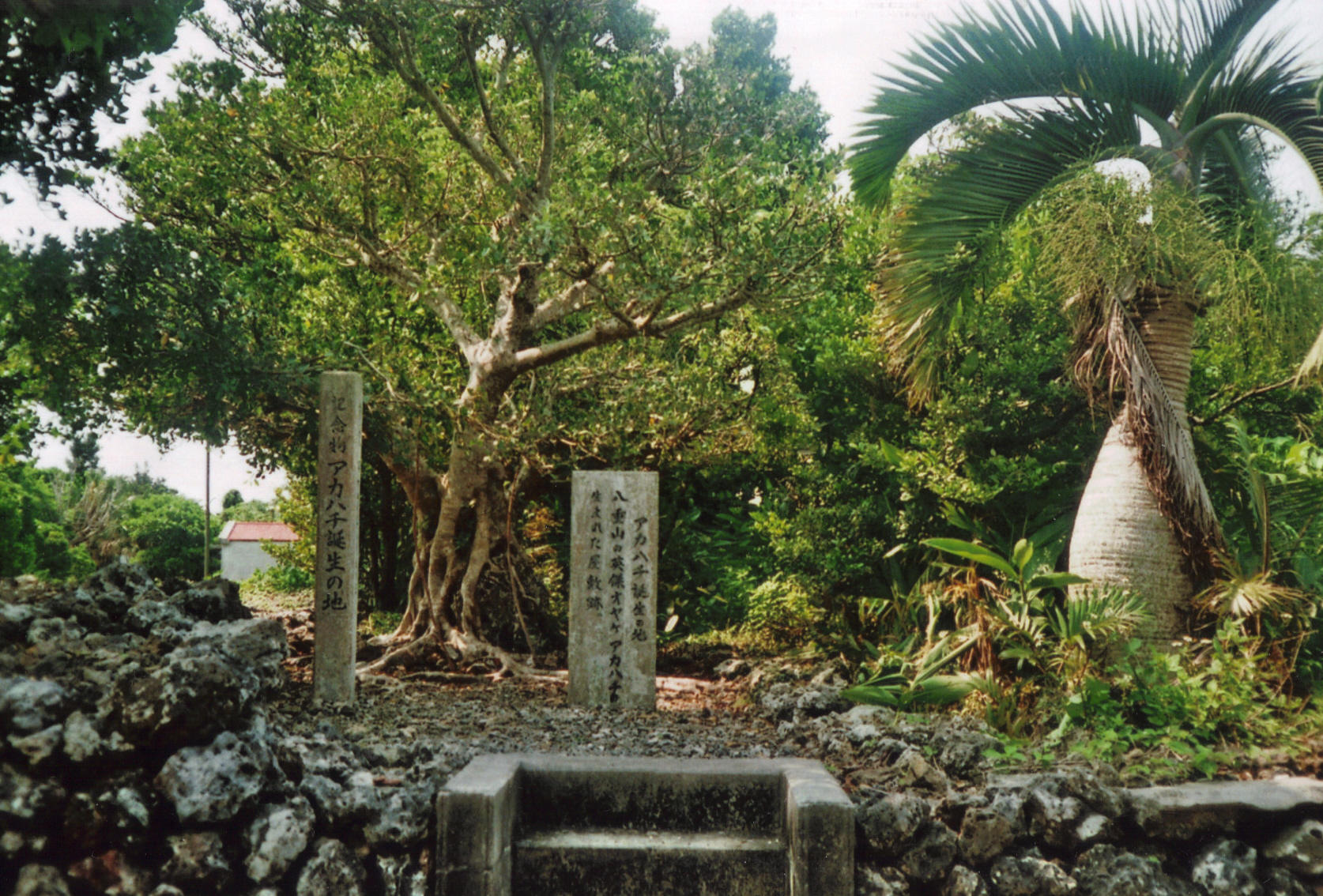
Denkmal für Oyake Akahachi
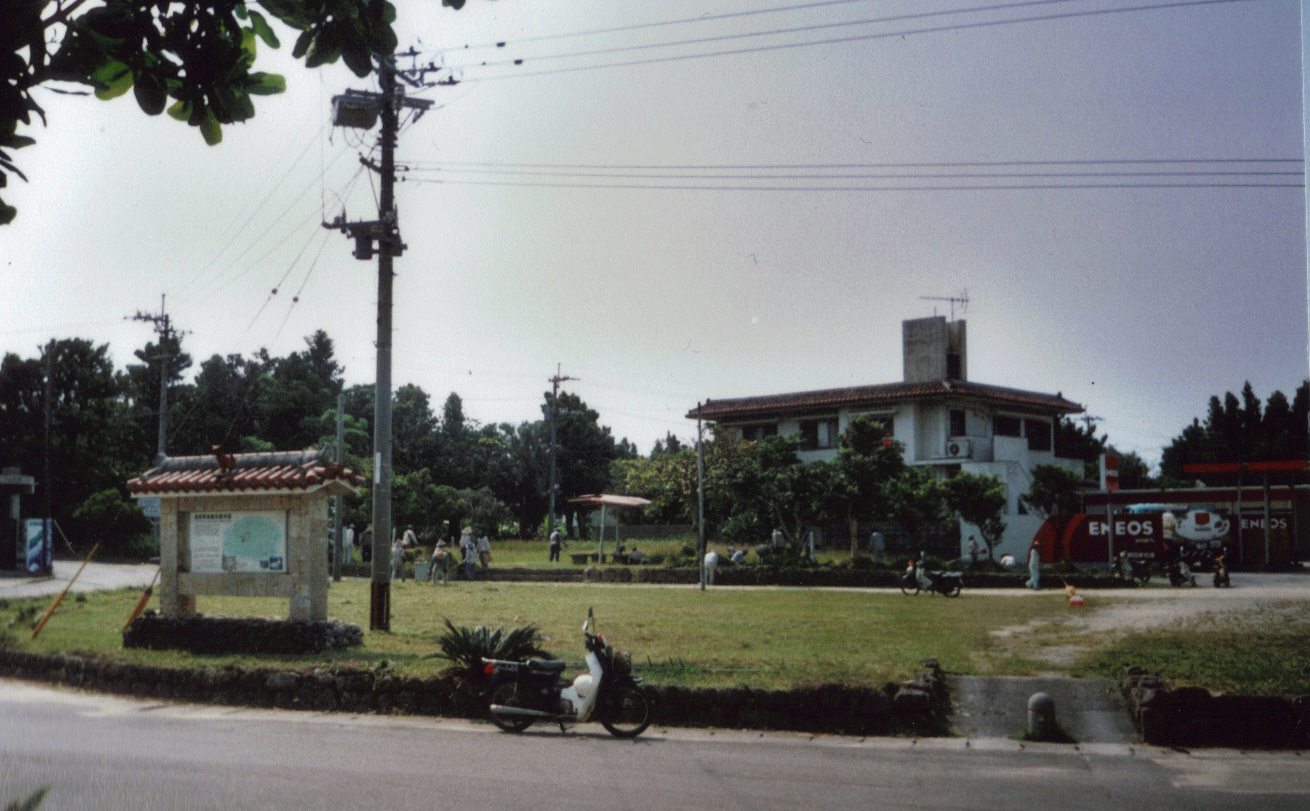
Ortsmitte
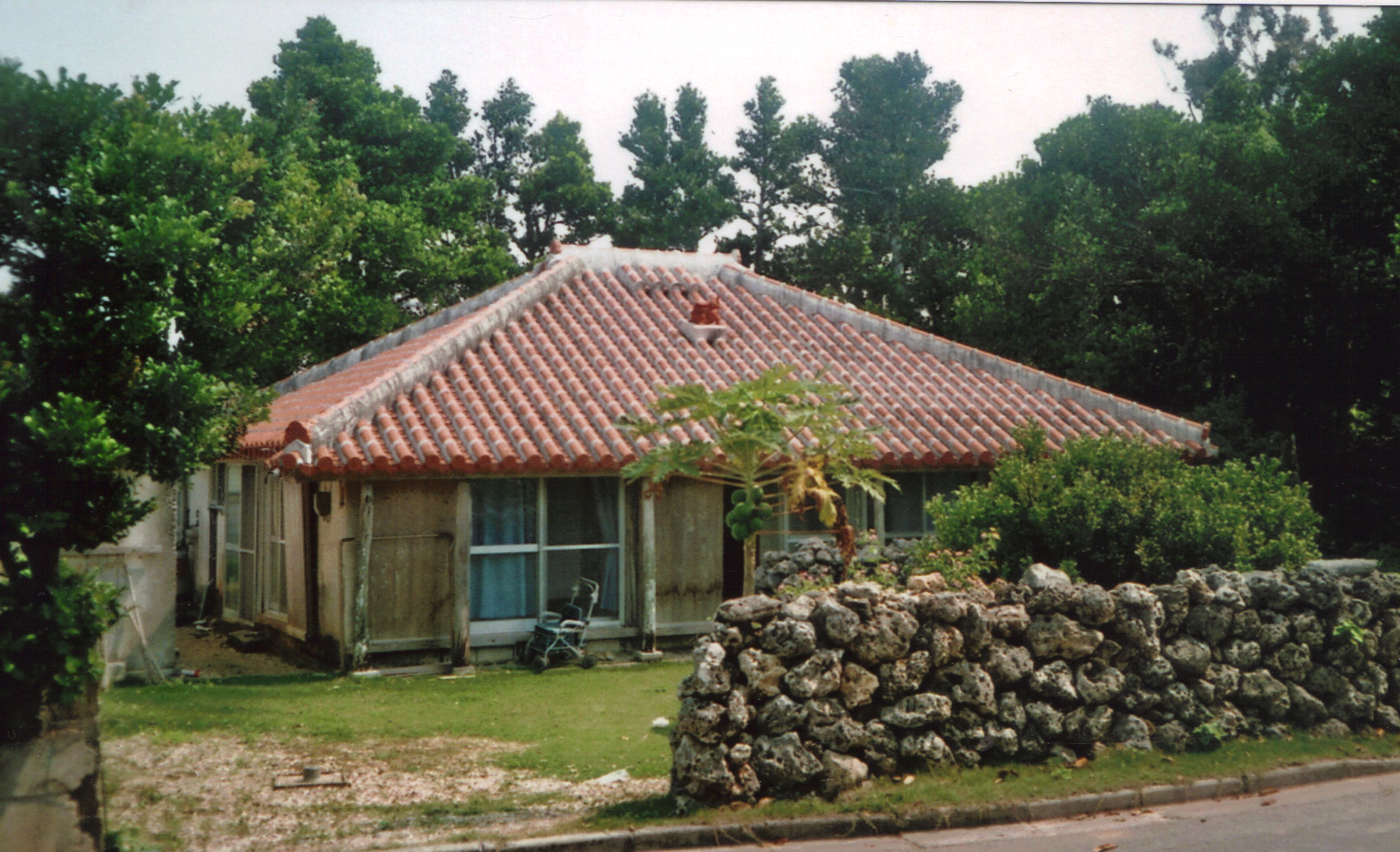
Traditionelle Architektur
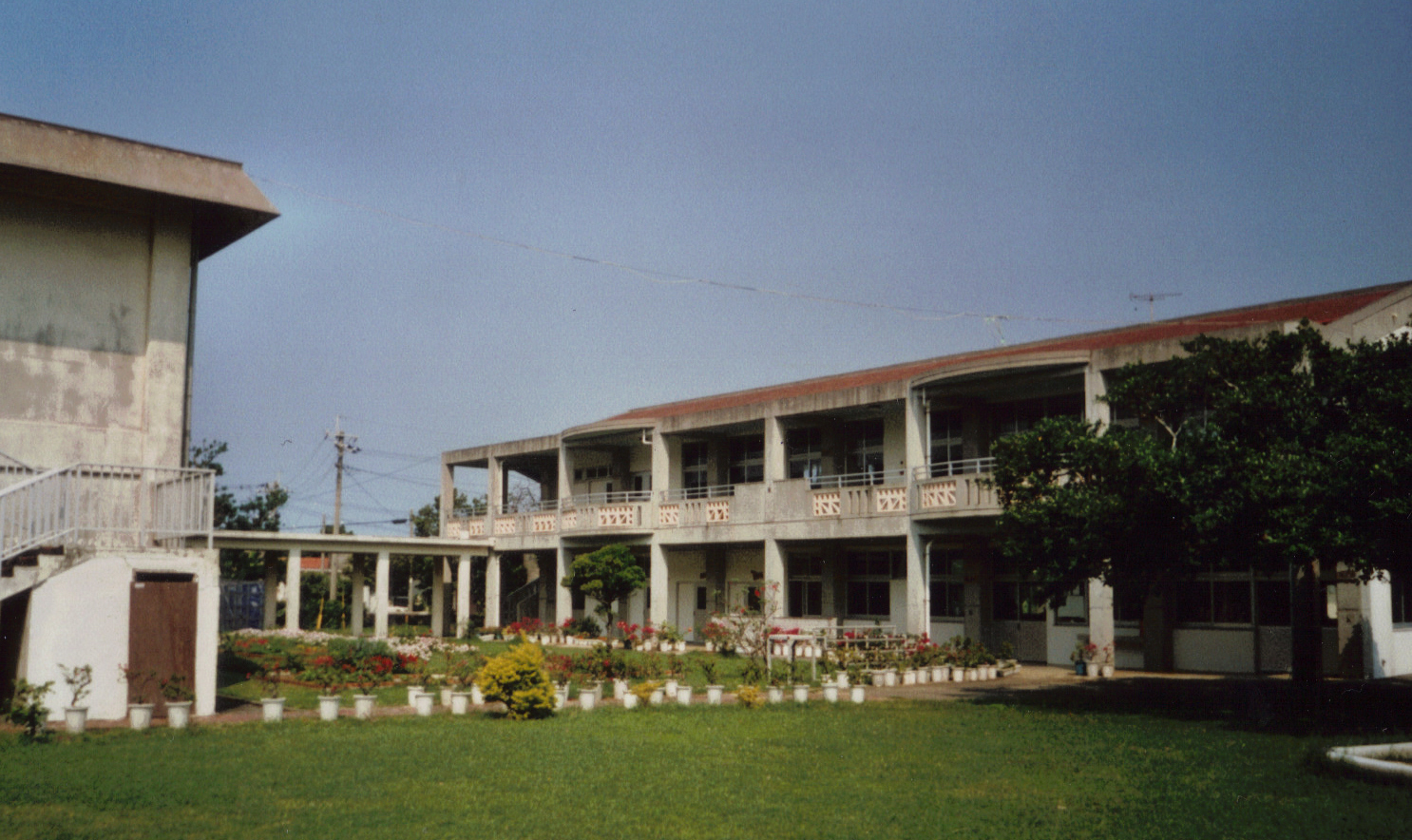
Südlichste Schule Japans
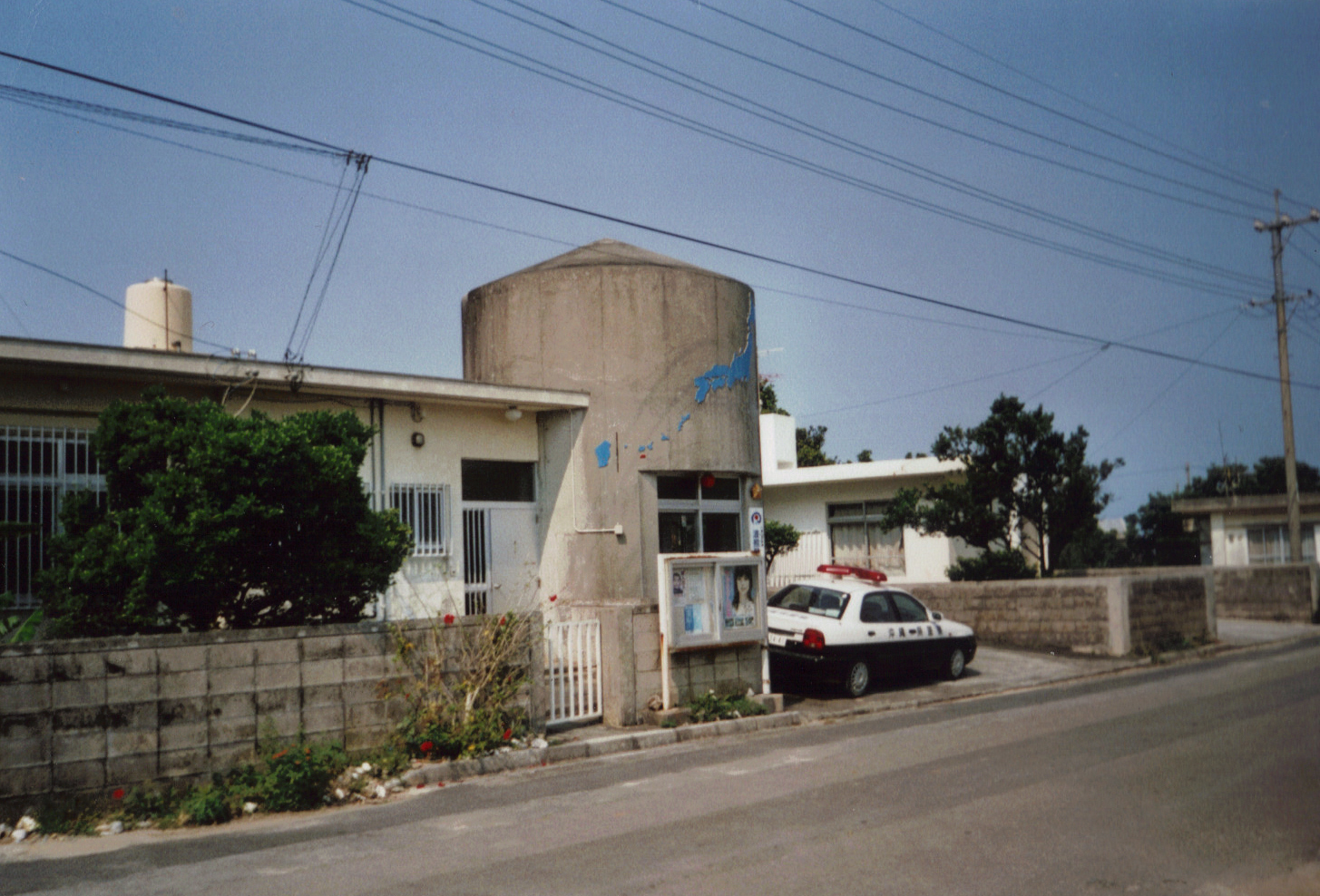
Südlichste Polizeistation Japans
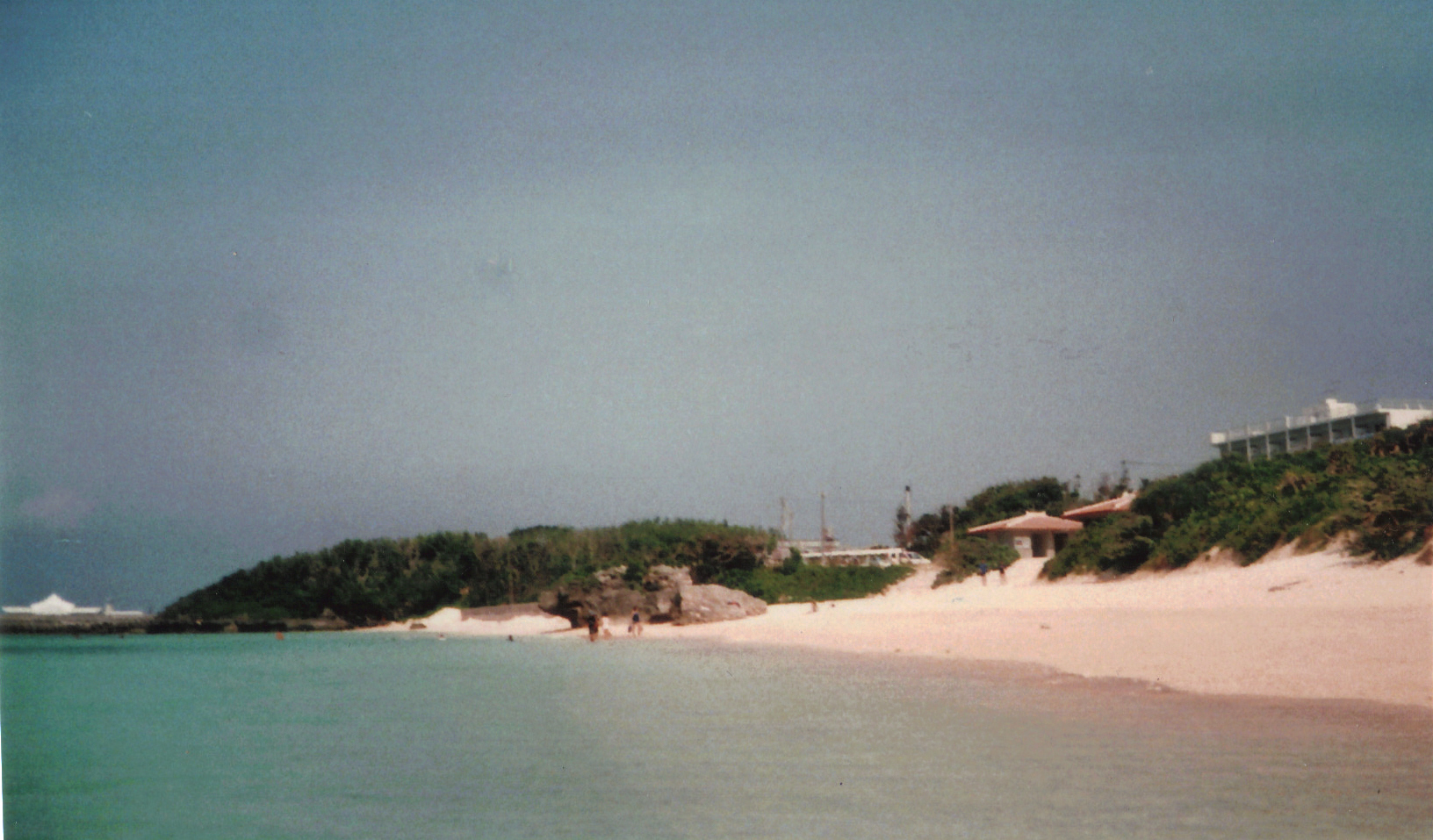
Nordküste
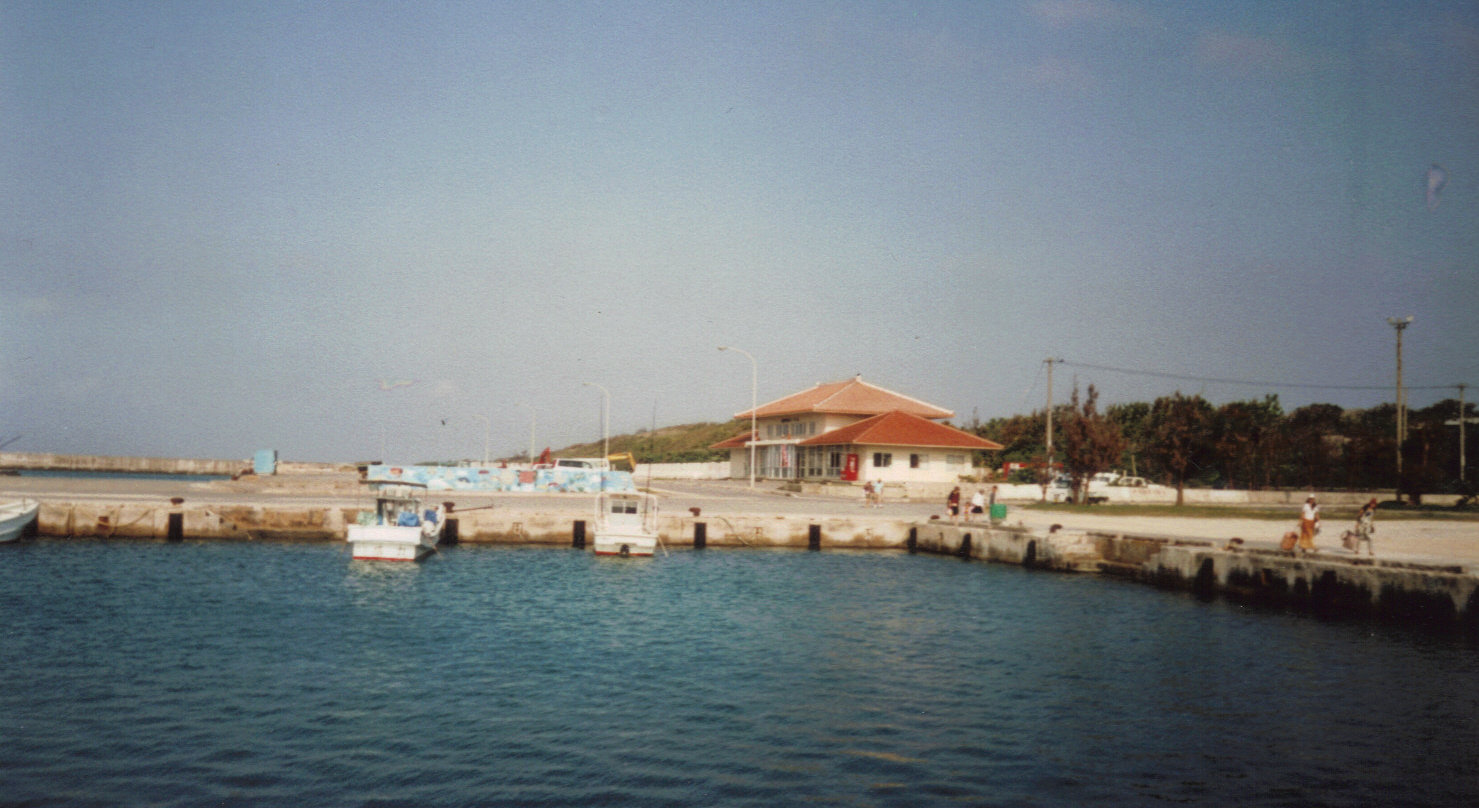
Hafen